# Majmunin nagrobnik
Majmunin nagrobnik ali Majmunin kamen (malteško il-Ġebla ta' Majmuna, il-Ħaġra ta' Majmuna, arabsko شاهد قبر ميمونة, latinizirano: Majmunin nagrobnik) je marmornat nagrobnik, za katerega velja, da je bil najden v Xewkiji na otoku Gozo, Malta. Po mnenju sodnika in zgodovinarja Giovannija Bonella je Majmunov kamen "spektakularna relikvija islamske prisotnosti na Malti". Majmunov nagrobnik je zdaj razstavljen v Arheološkem muzeju Goza v Citadeli Viktorije na Gozu.

## Opis
Hrbtna stan Majmuninega nagrobnika kaže, da je bil prvotno uporabljen v rimskem obdobju. Na hrbtni strani plošče je namreč izklesan relief v obliki vrtnice v rimskem arhitekturnem slogu. Je edini islamski nagrobnik na Malti iz njenega arabskega obdobja, ki je ohranjen v svoji izvirni velikosti, in edini, na katerem je napisan datum. Nagrobnik je bil posvečen deklici Majmuni, ki je umrla 21. marca 1174. Ponovna uporaba marmornih plošč iz rimskega obdobja je bila pogost pojav v islamski Severni Afriki. 
Arabski napis v kufski pisavi se približno glasi:
 V imenu Alaha, usmiljenega in sočutnega. Naj bo milostljiv do preroka Mohameda in njegovih privržencev ter jim podeli večno odrešitev. 

Bog je velik in večen in je odredil, da morajo njegova bitja izginiti. O tem priča Alahov prerok. 

To je grobnica Majmune, hčerke Hasana, sina Alija al-Hudalija, znanega kot Ibn as-Susi. Umrla je – Alahova milost naj bo z njo – v četrtek, 16. dan meseca šabana leta 569, in izpovedovala, da obstaja samo en Bog, ki mu ni para. 

Poglej okoli sebe! Je kaj večnega na zemlji? Karkoli, kar odbija ali začara smrt? Smrt me je oropala iz palače in, žal, ne vrata ne zapahi me niso mogli rešiti. Vse, kar sem naredila v življenju, ostane in se mi bo štelo. 

O tisti, ki gleda na ta grob! V njem sem že izčrpana in prah se mi je dvignil na oči. Na mojem kavču v mojem bivališču ni nič drugega kot solze in kaj se bo zgodilo ob mojem vstajenju, ko se bom pojavila pred svojim Stvarnikom? O moj brat, bodi moder in se spreobrni. 
Napis je datiran v leto 1174, skoraj stoletje po normanski invaziji na Malto leta 1091. Menijo, da je islam ostal prevladujoča vera na Malti, dokler niso bili muslimani leta 1224 izgnani.

## Novejša zgodovina
Datum in lokacija odkritja Majmuninega nagrobnika nista znana. Tradicionalno velja, da je bil narobnik najden na območju, znanem kot Ta' Majmuna, med gozitanskima vasema Xewkija in Sannat. Možno pa je tudi, da kamen sploh ni bil najden na Malti in morda izvira iz Tunizije v Severni Afriki.
V svoji knjigi Malta illustrata ovvero descrizione di Malta isola del Mare Siciliano e Adriatico iz leta 1772 je grof Giovannantonio Ciantar opisal nagrobnik in ga ilustriral, vendar mu pisave ni uspelo razvozlati. Ciantar je zapisal, da se nagrobnik nahaja na dvorišču zasebne rezidence.
Leta 1799 je med malteško vstajo proti francoski okupaciji car Pavel I. Ruski poslal na Malto diplomata Andreja Italinskega, da bi upornikom zagotovil rusko zaščito. Italinski je med bivanjem na Malti nagrobnik pregledal in bil prvi, ki mu je uspelo dešifrirati del napisa.
V nedatirani beležki iz zgodnjega 19. stoletja je menih Giuseppe Carmelo Gristi zapisal, da je bil kamen odkrit na Malti in bil shranjen v rezidenci barona Muscata v Valletti. Do leta 1839 je kamen pripadal družini Xara in bil nato prenesen na barona Giuseppeja Maria de Piro, ki ga je leta 1845 podaril javni knjižnici.
Kamen je od leta 1960 del zbirk Arheološkega muzeja Goza. Imenujejo ga "ponos in veselje" muzeja.